# Olympische Winterspiele 1968/Skilanglauf – 4 × 10 km (Männer)
Die 4 × 10-km-Skilanglaufstaffel der Männer bei den Olympischen Winterspielen 1968 fand am 14. Februar 1968 in Autrans statt. Olympiasieger wurde die norwegische Staffel mit Odd Martinsen, Pål Tyldum, Harald Grønningen und Ole Ellefsæter. Die Silbermedaille ging an die Staffel aus Schweden, Bronze an Finnland.

## Daten
- Datum: 14. Februar 1968, 08:30 Uhr
- Höhenunterschied: 174 m
- Maximalanstieg: 65 m
- Totalanstieg: 420 m
- 60 Teilnehmer aus 15 Ländern, alle in der Wertung

## Ergebnisse
| Platz | #  | Land / Sportler                                                                      | Zeit                                                        |
| ----- | -- | ------------------------------------------------------------------------------------ | ----------------------------------------------------------- |
| 01    | 01 | Norwegen Odd Martinsen Pål Tyldum Harald Grønningen Ole Ellefsæter                   | 2:08:33,5 h 31:57,3 min 32:13,8 min 32:05,2 min 32:17,2 min |
| 02    | 04 | Schweden Jan Halvarsson Bjarne Andersson Gunnar Larsson Assar Rönnlund               | 2:10:13,2 h 32:37,0 min 32:26,4 min 32:24,4 min 32:45,4 min |
| 03    | 02 | Finnland Kalevi Oikarainen Hannu Taipale Kalevi Laurila Eero Mäntyranta              | 2:10:56,7 h 33:00,7 min 33:16,0 min 32:16,3 min 32:23,7 min |
| 04    | 05 | Sowjetunion Wladimir Woronkow Anatoli Akentjew Waleri Tarakanow Wjatscheslaw Wedenin | 2:10:57,2 h 32:38,4 min 32:32,5 min 32:56,4 min 32:49,9 min |
| 05    | 06 | Schweiz Konrad Hischier Josef Haas Flury Koch Alois Kälin                            | 2:15:32,4 h 34:27,1 min 33:02,2 min 33:45,9 min 34:17,2 min |
| 06    | 03 | Italien Giulio Deflorian Franco Nones Palmiro Serafini Aldo Stella                   | 2:16:32,2 h 34:58,4 min 33:55,6 min 34:09,9 min 33:28,3 min |
| 07    | 08 | DDR Gerhard Grimmer Axel Lesser Peter Thiel Gert-Dietmar Klause                      | 2:19:22,8 h 33:52,1 min 34:00,3 min 36:46,5 min 34:43,9 min |
| 08    | 09 | BR Deutschland Helmut Gerlach Walter Demel Herbert Steinbeißer Karl Buhl             | 2:19:37,6 h 34:53,5 min 33:42,2 min 35:27,1 min 35:34,8 min |
| 09    | 14 | Tschechoslowakei Jan Fajstavr Vít Fousek Václav Peřina Karel Štefl                   | 2:19:51,3 h 34:23,4 min 36:01,0 min 35:12,0 min 34:14,9 min |
| 10    | 10 | Japan Tokio Satō Sotoo Okushiba Kazuo Satō Akiyoshi Matsuoka                         | 2:20:54,8 h 33:38,4 min 35:14,4 min 35:04,5 min 36:57,5 min |
| 11    | 07 | Frankreich Félix Mathieu Victor Arbez Philippe Baradel Roger Pires                   | 2:21:23,0 h 34:17,9 min 34:05,8 min 37:36,3 min 35:23,0 min |
| 12    | 11 | Vereinigte Staaten Mike Gallagher Mike Elliott Bob Gray John Bower                   | 2:21:30,4 h 33:45,0 min 35:09,7 min 35:32,6 min 37:03,1 min |
| 13    | 15 | Österreich Heinrich Wallner Franz Vetter Ernst Pühringer Andreas Janc                | 2:22:29,4 h 35:42,2 min 35:02,6 min 36:25,2 min 35:19,4 min |
| 14    | 12 | Kanada Nils Skulbru Rolf Pettersen Esko Karu David Rees                              | 2:29:12,7 h 37:34,5 min 37:56,2 min 38:29,4 min 35:12,6 min |
| 15    | 13 | Türkei Rızvan Özbey Yaşar Ören Şeref Çınar Naci Öğün                                 | 3:01:52,1 h 42:09,1 min 45:36,0 min 48:12,2 min 45:54,8 min |

In diesem Rennen mit Massenstart legte der Norweger Odd Martinsen den ersten Abschnitt am schnellsten zurück. Er war 39,7 Sekunden schneller unterwegs als der Schwede Jan Halvarsson, der Russe Wladimir Woronkow verlor 41,1 Sekunden. Auch der zweite norwegische Läufer, Pål Tyldum, lief seinen Abschnitt am schnellsten: Nach der Hälfte des Rennens hatten die Norweger bereits einen Vorsprung von 52,3 Sekunden, so dass es klar war, dass sie siegen würde, womit Schweden nur mehr darauf bedacht war, Rang 2 zu halten. Harald Grønningen baute den Vorsprung der Norweger auf der dritten Runde auf 71,5 Sekunden aus und Schlussläufer Ole Ellefsæter auf 1:39,7 min. Die Schweden sicherten sich ähnlich deutlich die Silbermedaille. Der finnische Schlussläufer Eero Mäntyranta holte den Russen Wjatscheslaw Wedenin noch ein und auf der Zielgerade lieferten sich beide ein spannendes Duell, das der Finne mit einer halben Sekunde Vorsprung für sich entschied.
Österreichs Startläufer Heinrich Wallner teilte wohl aus Unroutiniertheit seine Kräfte nicht richtig ein, lief vorerst mit den Assen mit und überforderte sich.